# Новица Тадић
Новица Тадић (Смријечно код Плужина, 17. јул 1949 — Београд, 23. јануар 2011) био је српски песник. Добитник је значајних књижевник награда, заступљен је у многим антологијама српске и светске поезије.

## Биографија
Рођен је код Плужина у Старој Херцеговини. Гимназију је завршио у Никшићу, а на Филозофском факултету у Београду студирао је филозофију. Био је уредник часописа Књижевна реч, Видици и Књижевна критика и главни и одговорни уредник у издавачком предузећу Рад. Од 2007. године до смрти живео је у статусу слободног уметника.
Његов дар за језик прате (углавном) мрачне слике, мизантропија, иронија, преиспитивање себе (пред крај живота и себе у Богу), анксиозност, подсмех, смрт у столици, црнило, тамне ствари и страх.
Њему у част је установљена књижевна награда „Новица Тадић” која се додељује под покровитељством Министарства културе и информисања Републике Србије.
На тему Тадићеве поезије је на Универзитету у Нишу одбрањена докторска дисертација др Јелене Младеновић.

## Награде
- Награда „Печат вароши сремскокарловачке”, 1975.
- Награда „Љубиша Јоцић”
- Награда „Милан Ракић”, за књигу песама Погани језик, 1984.
- Змајева награда, за књигу песама Напаст, 1994.
- Награда „Станислав Винавер”, за књигу песама Крај године, 1994.
- Награда „Бранко Ћопић”, збирку поезије Непотребни сапутници, 1999.
- Награда „Ђура Јакшић”, за збирку поезије Непотребни сапутници, 2000.
- Дисова награда, за песнички опус, 2000.
- Награда „Васко Попа”, за књигу Ноћна свита, 2001.
- Награда „Десанка Максимовић”, за целокупно дело, 2005 — одбио да прими.
- Награда „Меша Селимовић”, за књигу песама Незнан, 2007.[6]
- Награда „Жичка хрисовуља”, 2008.
- Награда „Рамонда сербика”, 2009.
- Награда „Исток-запад”, за рукопис књиге Ту сам, у тами, Зајечар, 2010.

## Дела
- Присуства (1974)
- Смрт у столици (1975)
- Ждрело (1981)
- Огњена кокош (1982)
- Погани језик (1984)
- Ругло (1987)
- О брату, сестри и облаку (1989)
- Кобац (1990)
- Улица (1990)
- Напаст (1994)
- Потукач (1994)
- Непотребни сапутници (1999)
- Окриље (2001)
- Тамне ствари (2003)
- Незнан (2006)
- Ђаволов друг (2006)
- Лутајући огањ (2007)